# Coscinia libyssa
Coscinia libyssa is een vlinder uit de familie van de spinneruilen (Erebidae), onderfamilie beervlinders (Arctiinae). De wetenschappelijke naam van de 
soort is voor het eerst geldig gepubliceerd in 1907 door Pungeler.
Deze nachtvlinder komt voor in Europa.